# Aumühle (Kastl)
Aumühle ist eine in der Oberpfalz gelegene Einöde, die ein Gemeindeteil von Kastl ist.

## Lage
Der Ort befindet sich in der Region Oberpfälzer Jura und liegt in der nach Utzenhofen benannten Gemarkung. Aumühle selbst ist einer von 39 Ortsteilen des Marktes Kastl. Die Einöde liegt vier Kilometer südsüdöstlich von Kastl und Lauterhofen ist acht Kilometer entfernt.

## Verkehr
Die Staatsstraße 2240 verläuft am nördlichen Ortsrand entlang. Vom ÖPNV wird der Ort mit der Buslinie 445 des VGN angefahren, allerdings nur als Rufbus.